# Старая Гута (Середино-Будский район)
Старая Гута (укр. Стара Гута) — село,
Старогутский сельский совет,
Середино-Будский район,
Сумская область,
Украина.
Код КОАТУУ — 5924486301. Население по переписи 2001 года составляло 442 человека .
Является административным центром Старогутского сельского совета, в который, кроме того, входят сёла
Василевка,
Гаврилова Слобода,
Гаврилово и
Новая Гута.

## Географическое положение
Село Старая Гута находится на берегу реки Уличка,
выше по течению на расстоянии в 3,5 км расположено село Новая Гута,
ниже по течению на расстоянии в 1,5 км расположено село Василевка.
Село окружено большим лесным массивом (сосна, берёза).
В 3-х км от села проходит граница с Россией.

## История
Старая Гута была основана в конце XVII – начале XVIII века Василием Леонтьевичем Кочубеем (ок. 1640 – 15.07.1708), генеральным судьёй Малороссийского генерального суда (1699–1708), который до назначения на указанную должность служил войсковым канцеляристом в Войсковой Генеральной канцелярии, регентом Генеральной войсковой канцелярии (1681) и генеральным писарем (1687–1699).
Василий Кочубей поддерживал дружеские отношения с Иваном Мазепой и пользовался его покровительством и поддержкой. 10 апреля 1694 года он получил от него «к потребе и выгоде господарской место в уезде Новгородском, на реке Улице, на занятие хутора», а через какое-то время поселил на нём хутор Улицу и построил рядом с ним гуту, которая впервые упоминается в универсале гетмана Мазепы от 1 апреля 1705 года.
В 1704 году Кочубей поссорился с Мазепой и в феврале 1708 года вместе с полтавским полковником И.И. Искрой написал на него донос Петру I, в котором сообщил о намерении гетмана отделиться от России и примкнуть к Польше. Однако Пётр I им не поверил и приказал казнить доносчиков, а все их имения отобрать.
15 июля 1708 года Иван Мазепа исполнил распоряжение царя и казнил Кочубея и Искру. Однако уже в октябре 1708 года Пётр I убедился в правдивости их доноса и, почтив «слезою память страдальцев невинных», повелел перезахоронить их в Киево-Печерской лавре, а их семьям возвратить отобранные имения.
Исполняя волю царя, Иван Скоропадский 15 декабря 1708 года возвратил жене Кочубея Любови Фёдоровне (урожденной Жученко) и его сыновьям Василию и Фёдору слободку Улицу (Старую Гуту) и другие принадлежавшие им имения, а 12 марта 1710 года Пётр I закрепил их за ними царской грамотой.
Вскоре после этого Кочубеи разделили между собой возвращённые имения и выделили Старую Гуту младшему сыну Василия Кочубея – знатному войсковому товарищу Фёдору Васильевичу Кочубею, который, по оценке А.М. Лазаревского, относился к разряду людей, «которые, опираясь на значение своих отцов, нередко позволяли себе ужасные насилия не только над своими подданными, но и над казаками». По переписи 1723 года за ним в Старой Гуте числилось 30 хат бобылей.
После смерти Фёдора Кочубея, которая наступила в конце 1729 года, Старую Гуту унаследовал его старший брат – полтавский полковник Василий Васильевич Кочубей (? – 21.08.1743), а от него она перешла к его сыну – бунчуковому товарищу Василию Васильевичу Кочубею, служившему в 1768–1779 гг. глуховским подкоморием и предводителем дворянства Глуховского уезда.
На момент проведения Румянцевской описи Малороссии 1765–1768 гг. за В.В. Кочубеем в Старой Гуте числилось 46 дворов и 52 бездворные хаты. 37 из них принадлежали ремесленникам: бондарям, кузнецам, котлярам, колесникам, слесарям, столярам и гутникам, а 26 – винокурам. Винокуры имели в собственности 33 винокуренных котла и жили богаче своих односельчан. Наиболее зажиточными среди них считались Трофим Козлов и Гаврила Цинбалистый. Первый имел в собственности 12 строений: светлицу с комнатой и пекарней, шесть амбаров, конюшню, баню и три сарая, в которых содержал четыре лошади, три коровы и двадцать свиней, а второй – 13 строений, три лошади и десять свиней.
Немало в селе было и малоимущих жителей, которые жили на владельческой земле, пользовались небольшими усадебными наделами и «питались заработками по людям».
Ко времени проведения Румянцевской описи Малороссии Старая Гута входила в состав Гутянской экономии Кочубеев, которая включала в себя Старую Гуту, Новую Гуту, Берёзку и хутор Берёзковский. При экономии работало пять винокурен, четыре из которых находились в Старой Гуте, одна на панском дворе, другая – около мельничной плотины, а третья и четвертая – рядом с усадьбой Кочубеев. Зимой винокурни работали на 24 котлах, а летом на 6 и производили от 120 до 150 бочек водки в год.
В экономии работала «фабрика стеклянная об одной печи», на которой изготовлялось «стекло разного сорту в зимнее время» и «продажею употреблялось в разные места». Из произведённой на фабрике продукции в марте 1756 года было продано вяземскому купцу Лелянову 11 коп стеклянных изделий (1 копа равнялась 60 единицам изделий) и 200 оконных стёкол; почепскому купцу Ларионову – 500 оконных стёкол; жителю города Трубчевска Федосьеву – 10 коп изделий и жителю села Берёзки Прокофьеву – 0,5 копы изделий. Кроме того, владельцу завода было отправлено разной посуды 60 коп, 500 оконных стёкол специально указанного размера и малых стёкол 1700 штук.
В Старой Гуте находился «приезжий дом» Кочубеев, состоявший из нескольких комнат, оклеенных бумажными обоями, а недалеко от него – Кочубеевская пуща, большой массив соснового леса, имевший в окружности около 63 верст. Акварельный план пущи, изготовленный в 40-х годах XVIII века по заказу В.В. Кочубея, в настоящее время хранится в Государственном архиве древних актов в Москве. На нём изображена «слободка полковника Кочубея» на реке Улице, два стекольных «завода» – «старая гута» и «новая гута»; около «старой гуты» – церковь, «дворец» (усадьба) Кочубея и гребля (плотина) с мельницей. На реке Знобь обозначен «дворец» Кочубеев, окружённый хатами, селение на урочище Крутой Лог (Берёзка) и мельница, а в лесу – «дегтярня», «криница» и «хутор Братовецкий».
На момент описания Новгород-Северского наместничества 1779–1781 гг. за В.В. Кочубеем в Старой Гуте числилось 65 дворов, 69 хат, 35 бездворных хат и мельница на реке Уличке о 2 колах. В указанное время в селе проживали 172 обывателя со своими семьями, которые «пропитание и прибыль свою получали от винокурения, производимого из покупаемого в Середина-Буде хлеба наёмными людьми, того же села жителями», а земледелием занимались мало.
После смерти В.В. Кочубея Старая Гута перешла по завещанию к его сыну – предводителю дворянства Глуховского уезда Василию Васильевичу Кочубею (ок. 1750 – 03.1800), а после него – к его жене Елене Васильевне Туманской [35, с. 536] и трём сыновьям: Александру, Демьяну и Аркадию.
Весной 1826 года Кочубеи разделили между собой унаследованные имения и закрепили Старую Гуту за младшим сыном наследодателя  ствительным тайным советником Аркадием Васильевичем Кочубеем360, а после смерти Е.В. Туманской утвердили указанный раздел через Глуховский земский суд.
За время владения Старой Гутой А.В. Кочубей построил в селе свеклосахарный завод с тремя гидравлическими прессами (1855), запустил винокуренный завод и восстановил завод по производству стеклянных изделий, на котором в начале 50-х годов XIX века производилось продукции на сумму до 8000 руб. серебром.
На Кочубеевском стекольном заводе методом свободного дутья производили разнообразную стеклянную посуду, бутылки для вина, водки, лекарств и т.д., которые имели устойчивый спрос на территории Украины, России и в некоторых зарубежных странах. В начале 1860-х годов завод был одним из крупнейших предприятий своей отрасли в Черниговской губернии и производил 50638 бутылок в год на сумму 9713 руб. (1860).
Накануне отмены крепостного права, в 1859 году, в Старой Гуте числилось 179 дворов, в которых проживало 754 жителя, в том числе 410 крепостных мужского пола, принадлежавших А.В. Кочубею.
После смерти А.В. Кочубея, наступившей 4 марта 1878 года, его владения в Старой Гуте унаследовал его сын – тайный советник и председатель императорского Русского технического общества Пётр Аркадьевич Кочубей (17.06.1825 – 15.12.1892), а от него они перешли к его сыну, глуховскому уездному предводителю дворянства с 1896 по 1905 гг. Василию Петровичу Кочубею.
В пореформенное время в Старой Гуте работали небольшой маслобойный завод по производству конопляного масла (1869) Трофима Григорьевича Шульгина, лесопильный завод Павла Алексеевича Гаврилова, скипидарный завод Тайковского, кирпичный завод, 5 лавок по продаже промышленных и продовольственных товаров, 2 водяные мельницы и 1 крупорушка.
В 1912 году в селе функционировали три лесопильных завода: Василия Петровича Кочубея, на котором трудились 23 рабочих и производилось продукции на 39120 руб. в год; братьев Ратнер: Меера Ароновича, Берка Ароновича и Залмана Ароновича, на котором было занято 20 рабочих и производилось продукции на 34000 руб. в год и завод Александра Васильевича Стёпина, на котором работали 25 рабочих. Все заводы были оснащены паровыми двигателями и изготовляли доски, шалёвку, брусья, опалубку и другие изделия из древесины, которые отправлялись по открытой в 1912 году узкоколейной железной дороге в различные регионы страны.
До революции Старая Гута была большим населённым пунктом и в 1897 году насчитывала 202 двора, в которых проживало 1222 жителя. Земли всем не хватало, и в конце XIX века 36 старогутских и новогутских семей выехали по переселению в Становую волость Челябинского уезда Оренбургской губернии. О том, как это происходило, известно из письма одного из переселенцев на новые земли Кирилла Чистотина: «8 мая 1887 года в сёлах Старой и Новой Гуте происходили плач и рыдания, прощания и целования, и многочисленное собрание народа на площади. В Старой Гуте на площади стояло около 70 будок, покрытых лубками, рогожами и холстом и наполненных разным скарбом, из которых выглядывали маленькие ребятишки. Толпами тут же стояли крестьяне, растерянные, с унылыми лицами. Ровно в 2 часа прибыли на площадь местный причт, приглашённый переселенцами для служения молебна о благополучном путешествии, и волостной старшина с писарем, для раздачи переселенцам проходных свидетельств и для проводов. По окончании молебна, переселенцы выдвинулись в 73-дневной путь, и по лицам их было видно, что на сердце у них лежал камень...».
Издавна, до проведения Румянцевской описи Малороссии 1765–1768 гг., в селе уже действовала Воскресенская церковь деревянной постройки, при которой функционировали церковно-приходская школа и госпиталь. Со временем церковь обветшала, и её дважды, в 1837 и в 1898 гг., обновляли.
Согласно расписанию приходов и причтов Черниговской епархии от 17 января 1876 года, Воскресенская церковь входила в состав Гутского прихода, настоятелем которого в 1879 году был священник Стефан Александрович Сияльский. В разные годы в ней служили: Иоанн Павловский (? – 1874 – ?), Алексей Померанцев (? – 1895 – ?), Гавриил Туткевич (? – 1901 – ?), Иоанн Самуилович Богдановский (? – 1909 – ?), Николай Порфирьевич Калиновский (? – 1914–1916 – ?) и другие священники.
В 1873 году в Старой Гуте было открыто одноклассное начальное народное училище Министерства народного просвещения России, которое находилось в собственном помещении, состоявшем из трёх классных комнат и одной комнаты для учителя. За училищем была закреплена одна десятина земли, на которой выращивались плодовые культуры и овощи. В 1901 году в училище обучалось 79 учеников. В 1912 году Новгород-Северское земство построило в селе новую школу на 150 учащихся, которая состояла из 4 классных комнат общей площадью 220 квадратных метров, учительской комнаты, просторного коридора и комнаты для уборщицы

## Экономика
- «Заветы Ильича», сельхозпредприятие.

## Достопримечательности
- Музей боевой славы.
- Деснянско-Старогутский национальный природный парк, площадь 162 км².